# Вероника плющелистная
Веро́ника плющели́стная (лат. Veronica hederifolia) — однолетнее или двулетнее травянистое растение, вид рода Вероника (Veronica) семейства Подорожниковые (Plantaginaceae).

## Распространение и экология
Западная Европа: все страны, кроме юга Пиренейского полуострова, северной Фенноскандии (в прибрежных районах Швеции и Норвегии заходит севернее 65° северной широты, в Финляндии на самом юге), некоторых северных и Азорских островов; территория бывшего СССР: Молдавия и юг Украины (к югу от 50° северной широты, юг Ростовской области, Латвия, Эстония, Крым, Кавказ (главным образом в горных районах), Туркменистан (Копетдаг), Узбекистан (окрестности Ташкента и Самарканда), Таджикистан (Душанбе); Азия: Турция, Иран, страны Ближнего Востока (включая Ирак), Япония (заносное), Пакистан, Индия (Кашмир); Северная Америка: США (заносное в восточных штатах); Африка: Марокко (горы Атлас).
Произрастает на сорных местах, на каменистых склонах; на низменности, в предгорьях, в горах до 4000 м над уровнем моря.

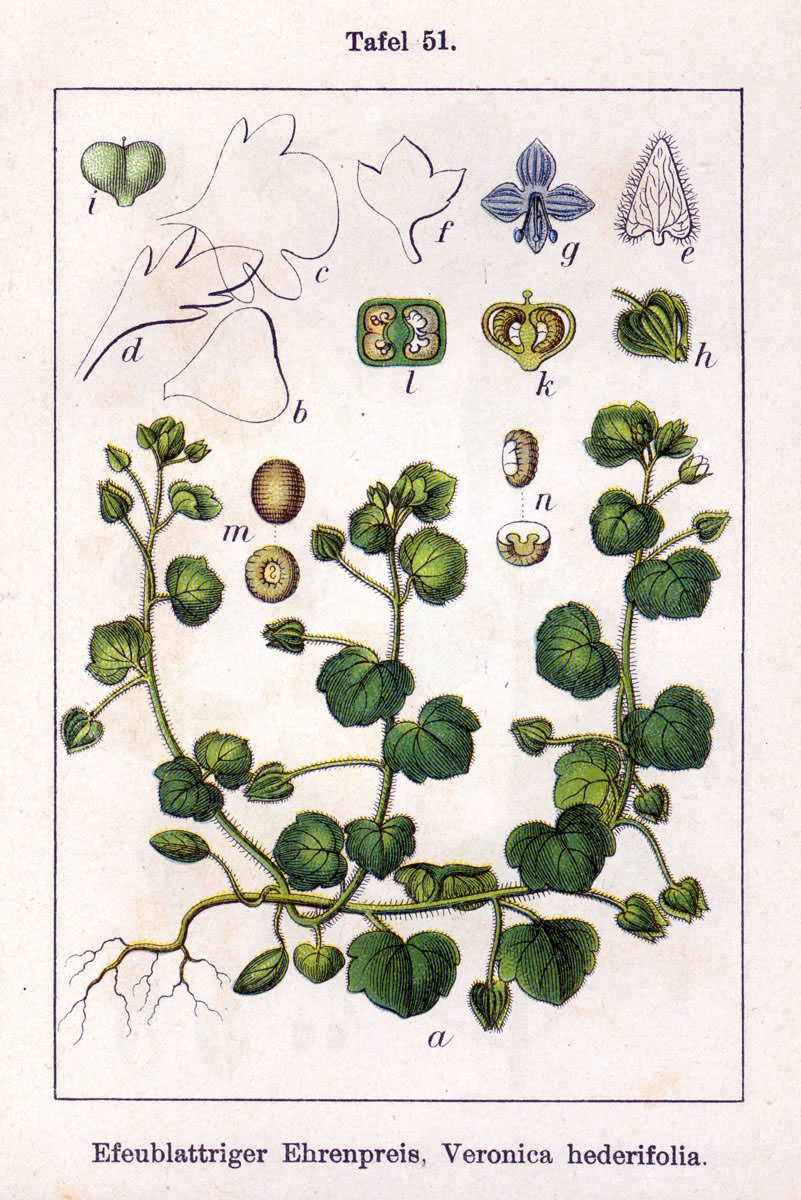

## Ботаническое описание
Корни тонкие. Стебли высотой 8—30 (до 60) см, лежачие, простёртые, иногда укореняющиеся или восходящие, тонкие, с длинными боковыми побегами.
Листья на черешках, о 3—5 (7) неглубоких лопастях, почти округлые, сердцевидные или продолговато-яйцевидные, длиной и шириной 10—25 мм или по ширине превышают длину. средняя лопасть шире и крупнее остальных, боковые мелкие, тупые.
Цветки по одному на длинных, волосистых, прямостоячих цветоножках, в пазухах обыкновенных или несколько уменьшенных листьев, почти равных цветоножкам или в два раза их короче. Чашечка длиной 3—4 мм, глубоко раздельная, с широкотреугольными, яйцевидно- или округло-сердцевидным, прямостоячими лопастями, острыми на верхушке, по краю мохнато и длинно ресничатыми; венчик светло-голубой, синий, фиолетовый, розоватый или белый, с короткой трубкой, мелкий, диаметром 2—3 мм, короче чашечки, с тремя, почти равными, яйцевидными, тупыми долями и одной узкояйцевидной. Тычинки короче венчика, изогнутые, с округлыми пыльниками.
Коробочка шаровидная, шириной около 6 мм, длиной 5 мм, сильно вздутая, равна или в полтора раза короче чашечки, почти четырёхлопастная, с округло-квадратными лопастями, голая, почти без выемки или с незначительной выемкой. Семена длиной 2,5—3 мм, по 1—2 в гнезде, бокальчатые, выемчатые, эллиптические, слабо морщинистые.

## Таксономия
Вид Вероника плющелистная входит в род Вероника (Veronica) семейства Подорожниковые (Plantaginaceae) порядка Ясноткоцветные (Lamiales).
|  |                                      |  |                                                             |                                                             |                          |  | ещё 21 семейство (согласно Системе APG II) | ещё 21 семейство (согласно Системе APG II) |                           |  |  |  | ещё от 300 до 500 видов |
|  |                                      |  |                                                             |                                                             |                          |  | ещё 21 семейство (согласно Системе APG II) | ещё 21 семейство (согласно Системе APG II) |                           |  |  |  | ещё от 300 до 500 видов |
|  |                                      |  |                                                             | порядок Ясноткоцветные                                      |                          |  |                                            |                                            | род Вероника              |  |  |  |                         |
|  |                                      |  |                                                             | порядок Ясноткоцветные                                      |                          |  |                                            |                                            | род Вероника              |  |  |  |                         |
|  | отдел Цветковые, или Покрытосеменные |  |                                                             |                                                             | семейство Подорожниковые |  |                                            |                                            | вид Вероника плющелистная |  |  |  |                         |
|  | отдел Цветковые, или Покрытосеменные |  |                                                             |                                                             | семейство Подорожниковые |  |                                            |                                            |                           |  |  |  |                         |
|  |                                      |  | ещё 44 порядка цветковых растений (согласно Системе APG II) | ещё 44 порядка цветковых растений (согласно Системе APG II) |                          |  |                                            | ещё 90 родов                               | ещё 90 родов              |  |  |  |                         |
|  |                                      |  |                                                             | ещё 44 порядка цветковых растений (согласно Системе APG II) |                          |  |                                            |                                            | ещё 90 родов              |  |  |  |                         |